# Sceloporus occidentalis
Sceloporus occidentalis (західна парканна ігуана) — вид ігуаноподібних ящірок родини фриносомових (Phrynosomatidae). Мешкає в Сполучених Штатах Америки і Мексиці.

## Опис

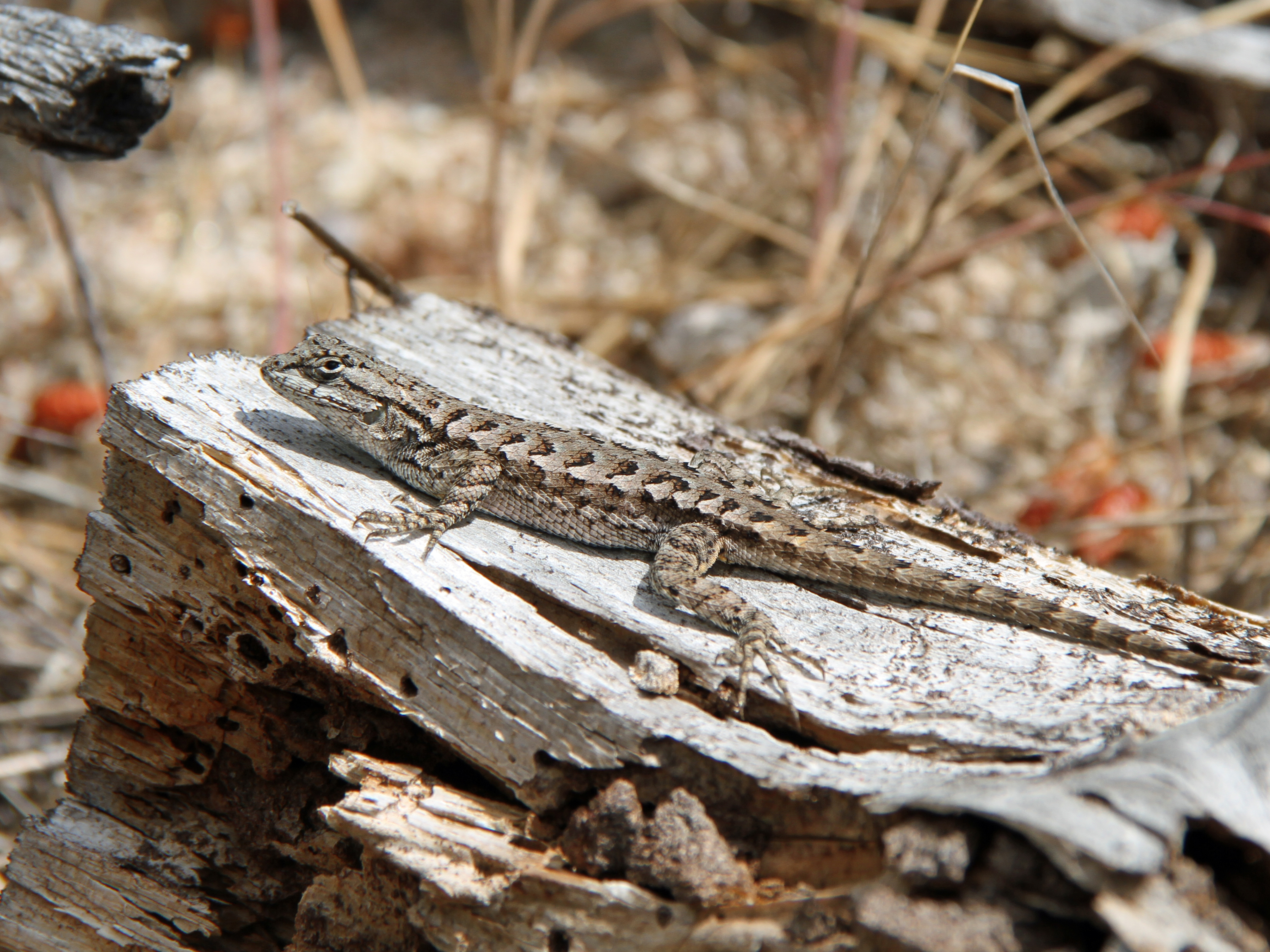
Західна парканна ігуана (національний парк Піннаклс (національний парк), Каліфорнія)

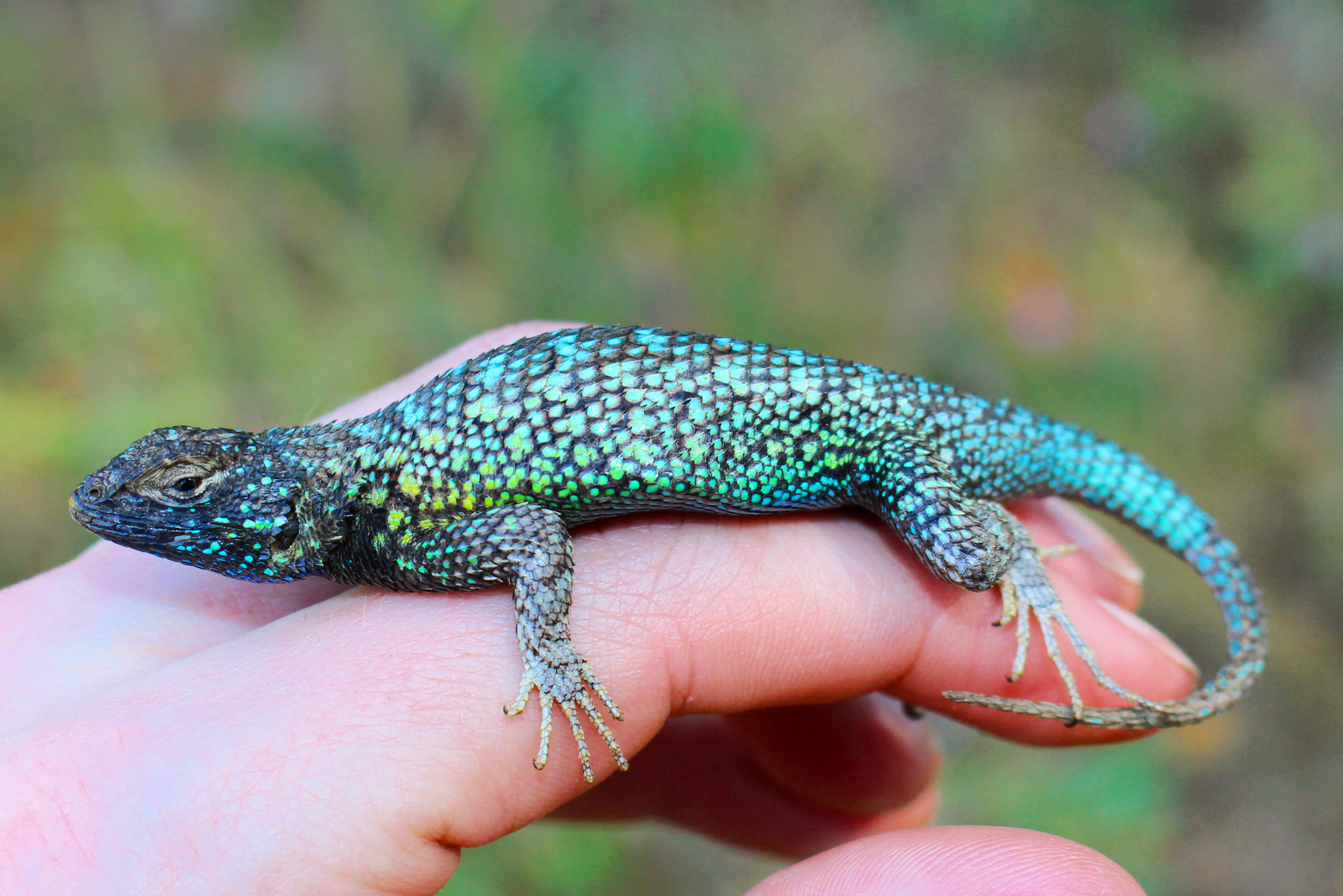
Самець S. o. occidentalis (округ Сакраменто, Каліфорнія)

Довжина західних парканних ігуан без врахування хвоста становить 57-89 мм, разом з хвостом — 210 мм. Забарвлення верхньої частини тіла у них варіюється від коричневого (який може мати піщаний або зеленуватий відтінок) до чорного, на спині у них чорні смуги, внутрішні сторони кінцівок жовті. Найбільш прикметною рисою західних парканних ігуан є яскраво-синій живіт, у самців цього виду також є сині плями на горлі. У самиць і молодих особин яскраві плями в забарвленні слабо виражені або відсутні. В деяких популяціях самці також мають яскраво-бірюзові плями на спині. Луски у S. occidentalis кілеподінбі, на спині у них 35-57 лусок.
Подібне яскраво-синє забарвлення горла мають також деякі інші види ящірок. У східних парканних ігуан (S. undulatus) замість однієї великої плями на горлі є дві менші. Полинові ігуани (S. graciosus) не мають жовтих плям на лапах, луски на спині у них дрібніші. Західні парканні ігуани також є схожими на Uta stansburiana, однак на пахвах у них є чорні плями, а на горлі є помітна шкіряна складка.

## Підвиди
Виділяють п'ять підвидів:
- Sceloporus occidentalis biseriatus Hallowell, 1854 — долина Сан-Хоакін в Каліфорнії, від гір Техачапі[en] на північ до округа Мерсед;
- Sceloporus occidentalis bocourtii Boulenger, 1885 — Каліфорнія (від округа Сонома в районі затоки Сан-Франциско на південь до округа Санта-Барбара);
- Sceloporus occidentalis longipes Baird, 1858 — південь і схід Каліфорнії, північ Баха-Каліфорнії, острів Седрос, Невада, Орегон, південний схід Вашингтону, захід Айдахо і Юти;
- Sceloporus occidentalis occidentalis Baird & Girard, 1852 — північ Каліфорнії, захід Орегону, Вашингтон (Каскадні гори та регіон П'юджет-Саунду);
- Sceloporus occidentalis taylori Camp, 1916 — Каліфорнія (західних схили гір Сьєрра-Невада, від басейну річки Туолемі до національного парку Секвоя).

## Поширення і екологія
Західні парканні ігуани поширені на заході США, в штатах Вашингтон, Орегон, Каліфорнія, Айдахо, Юта і Невада, а також в штаті Баха-Каліфорія на північному заході Мексики. Вони живуть в різноманітних природних середовищах, зокрема на луках і пустищах, в заростях чапаралю і рідколіссях, у відкритих хвойних лісах, в скелястих каньйонах, на осипах і гірських схилах, уникають пустель. Трапляються на полях і пасовищах, де цих ящірок можна побачити на паркані або огорожі, звідки і походить їх назва. Зустрічаються на висоті до 3353 м над рівнем моря.
Західні парканні ігуани ведуть денний спосіб життя. Їх часто можна побачити, коли вони гріються на відкритих сонячних місцевостях. Взимку ці ящірки впадають у брумацію, тривалість якої залежить від клімату місцевості. Під час сезону розмноження дорослі самці демонструють територіальну поведінку. Західні парканні ігуани живляться переважно дрібними безхребетними. Розмноження у них відбувається восени. Самиці відкладають від 3 до 17 яєць (зазвичай 8 яєць) в період з квітня по липень.